# Мерфи, Аннализ
Аннализ Ме́рфи (англ. Annalise Murphy; род. 1 февраля 1990, Трим, Ленстер) — ирландская яхтсменка, серебряный призёр летних Олимпийских игр 2016 года.

## Биография
Аннализ Мерфи родилась 1 февраля 1990 года в пригороде Дублина. С 6 лет она начала заниматься парусным спортом. Перепробовав многие типы яхт, в 2005 году Мерфи остановила свой выбор на классе «Лазер Радиал». С 2009 года стала на постоянной основе представлять Ирландию на взрослых международных соревнованиях.
В 2011 году на комплексном чемпионата мира в Перте молодая ирландка заняла 6-е место, что позволило завоевать для страны олимпийскую лицензию. Олимпийские игры 2012 года в Лондоне начались для Мерфи невероятно успешно. По итогам первых четырёх гонок в классе «Лазер Радиал» Аннализ уверенно возглавила общий зачёт, причём ирландка все четыре раза приходила к финишу первой. По итогам 10 гонок борьба за первое место была очень плотной. Аннализ, делившая с бельгийкой Эви ван Акер третье место, отставала от дуэта лидеров соревнований всего на 1 очко. Судьба призовых мест решалась в медальной гонке. Чтобы завоевать хотя бы бронзовую медаль ирландке достаточно было обогнать одну из трёх конкуренток, поскольку в медальной гонке заработанные очки удваивались. На финиш гонки Мёрфи пришла 5-й из 10 стартовавших участниц, однако все её соперницы пришли к финишу раньше, в результате чего Аннализ осталась на итоговом 4-м месте.
На чемпионате мира 2014 года в Сантандере Мерфи заняла лишь 20-е место, тем не менее это позволило вновь завоевать олимпийскую лицензию. Перед Играми в Рио-де-Жанейро Мерфи большое внимание уделила работе в безветренную погоду. На самих Играх Мерфи лишь в одной гонке смогла прийти к финишу первой, но стабильно высокие результаты, показанные в других гонках позволили ирландке до последнего бороться за победу. По итогам медальной гонки Мерфи смогла подняться с третьего места на второе, но ей не хватило всего 6 очков, чтобы догнать лидера голландку Марит Бауместер. По итогам 2016 года вошла в число претендентов на звание спортсмена года по версии Raidió Teilifís Éireann, но уступила Конору Макгрегору.

## Личная жизнь
- Мать — Кейти Макаливи — яхтсменка, участница летних Олимпийских игр 1988 года.
- Окончила Университетский колледж Дублина.